# 柴文瀚
柴文瀚（英語：Henry Chai Man-hon，1977年—），前任香港南區區議會華富北選區議員，亦是香港民主黨中委及香港島支部主席。
柴於2003年當選香港區議會南區區議員（華富二），並於2007年香港區議會選舉，2011年香港區議會選舉及2015年香港區議會選舉競選成功連任（華富北）。2019年香港區議會選舉，柴放棄角逐連任，交棒予黨友嚴駿豪，面對民建聯張偉楠的挑戰，結果嚴以1300多票的差距擊敗張當選，成功交棒。
柴在任內為南區爭取到多項重要撥款﹐當中包括薄扶林區海水供應系統、改善鴨脷洲海旁『風之塔公園』設計﹐以及在華富邨翻新工程中依山加建升降機等。
2009年12月中，柴文瀚在一次家庭聚會中前往澳門時，被澳門當局拒絕入境。

## 學歷
- 聖公會靈愛小學（1989年上午校）
- 天主教崇德英文書院（1996年中七）
- 嶺南大學社會科學（榮譽）學士，主修國際政治及法律
- 香港大學政治與公共行政系公共行政學碩士

## 公職
- 南區區議會 前議員
  - 港鐵南港島線計劃發展專責委員會 前委員
  - 地區設施管理委員會 前委員
  - 社區事務及宣傳委員會 前委員
  - 地區發展及環境事務委員會 前委員
  - 交通及運輸事務委員會 前委員

## 外部連結
- 柴文瀚的Facebook專頁

| 議會席位      | 議會席位                            | 議會席位      |
| ------------- | ----------------------------------- | ------------- |
| 前任： 黃震遐 | 南區區議會華富二選區 2004年－2015年 | 繼任： 無     |
| 新設選區      | 南區區議會華富北選區 2016年－2019年 | 繼任： 嚴駿豪 |